# سیتا الییا
سیتا الییا (به لاتین: Sita Eliya) یک منطقهٔ مسکونی در سری‌لانکا است که در استان مرکزی (سری‌لانکا) واقع شده‌است.